# Zhan Shu
Zhan Shu (República Popular China, 2 de mayo de 1985) es una nadadora china retirada especializada en pruebas de estilo espalda, donde consiguió ser campeona mundial en 2003 en los 4 x 100 metros estilos.

## Carrera deportiva
En el Campeonato Mundial de Natación de 2003 celebrado en Barcelona ganó la medalla de oro en los relevos de 4 x 100 metros estilos, nadando el largo de espalda, con un tiempo de 3:59.89 segundos, por delante de Estados Unidos (oro con 4:00.83 segundos ) y Australia (bronce con 4:01.57 segundos).